# 道の駅みかわ (新潟県)
道の駅みかわ（みちのえき みかわ）は、新潟県東蒲原郡阿賀町岩谷にある国道49号の道の駅である。
本道を挟み込む形で設置されている。新潟側300mほど西にこの周辺の難所である五十島トンネル（いがしまトンネル）がある。

## 沿革
1993年（平成5年）7月に開駅式が行われ、レストランや特産品売り場、身障者用トイレを備える道の駅としてオープンした。
2023年より建物老朽化により休止中。ただし、駐車場・トイレ・スタンプは利用可。

## 施設

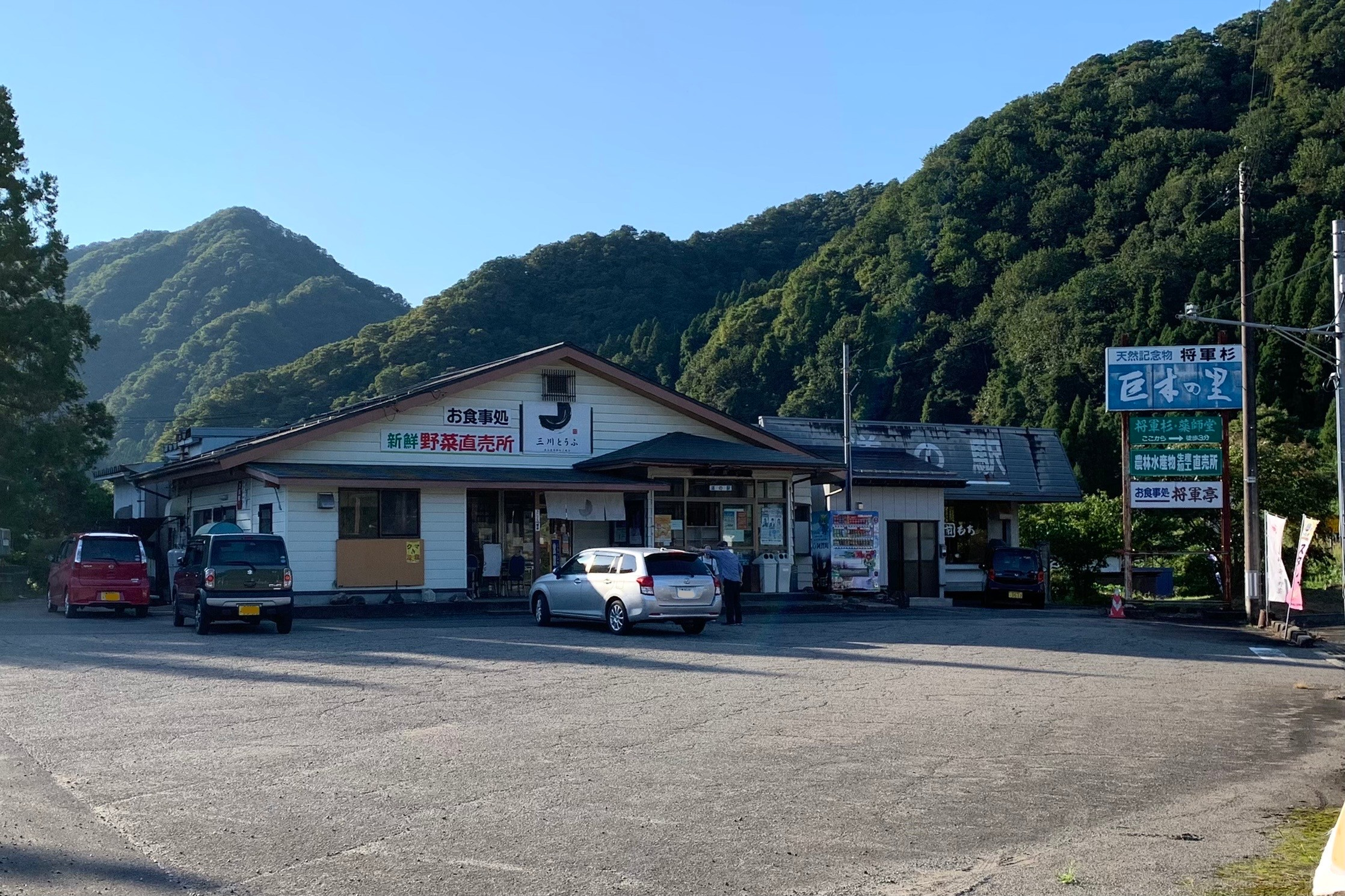
特産品販売コーナー（2021年9月）

- 駐車場
  - 普通車：22台
  - 大型車：9台
  - 身障者用：2台
- トイレ （いずれも24時間利用可能）
  - 男：大・小 6器
  - 女：3器
  - 身障者用：1器
- 公衆電話：2台
- 観光案内所（休止中）
- 食堂「将軍亭」（休止中）
- 特産品販売コー（休止中）
- 農産物加工場（休止中）

### 管理
- 国土交通省北陸地方整備局
- 阿賀町

## 休館日
- 毎週水曜日（前記の通り建物老朽化により終日休止中）

## アクセス
- 国道49号 - 登録路線
- 国道459号（国道49号の重複区間）
  - 新潟県道135号五十島停車場線

## 周辺

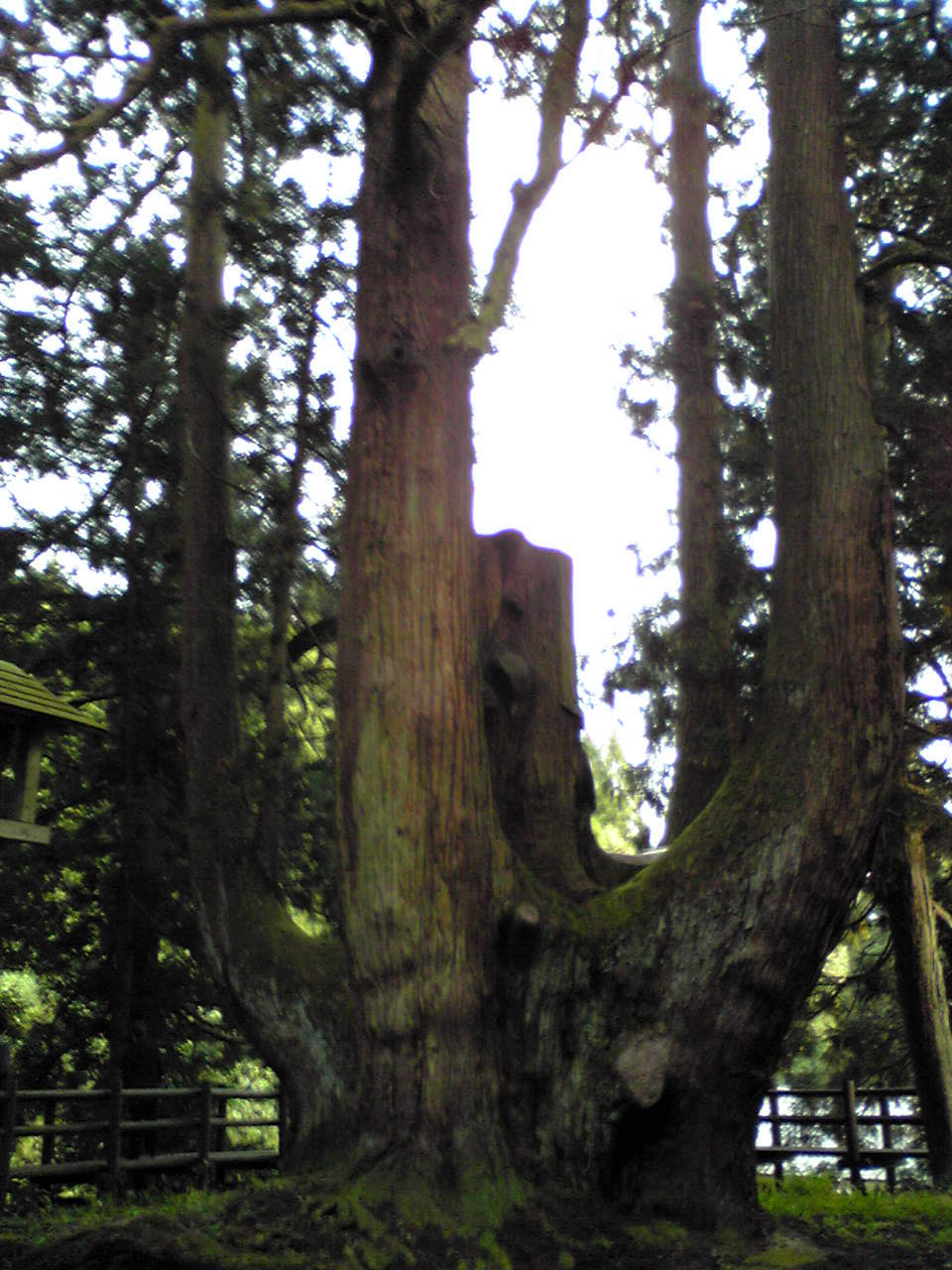
将軍杉

- 将軍スギ
- 平等寺（将軍杉の入口）
- JR磐越西線 五十島駅